# Aeroportul Jipijapa
Aeroportul Jipijapa (IATA: JIP, ICAO: SEJI) este un aeroport din Manabí⁠(d), Ecuador.
Situat la o altitudine de 96 m, aeroportul dispune de o singură pistă.